# فاطمه صفا راستگو
فاطمه صفا راستگو (زادهٔ ۱ فروردين ۱۳۸۲) بازیکن فوتبال اهل ایران است که در پست هافبک برای باشگاه پرسپولیس در لیگ برتر کوثر و تیم ملی ایران بازی می‌کند.
پیش از پیوستن به پرسپولیس، او برای تیم ملی فوتبال زنان ایران و چندین باشگاه ایرانی در رده‌های دیگر، بازی کرده‌است. او همچنین پیش از این، در لیگ برتر فوتبال زنان ایران نیز تجربهٔ حضور داشته است.
او از نخستین گل‌زنان زن تاریخ پرسپولیس است و در نخستین پیروزی تاریخ این باشگاه، توانست دروازهٔ تیم کامیاران را باز کند.

## زندگی شخصی و حرفه‌ای نخستین
فاطمه صفا راستگو زادهٔ ۱۳۸۲ در شیراز، ایران است و زودتر از خواهرش، مریم، زاده شده است. در مصاحبه‌ای با ایرنا، دربارهٔ آغاز زندگی فوتبالی خود گفت: «فوتبال را از ۱۰ سالگی در کوچه‌های شیراز طوری آغاز کردم که مادرم از دستم عاجز می‌شد و هر چیز که دم پایم می‌آمد از سنگ گرفته تا اشیای دیگر را شوت می‌کردم». او همچنین گفت که هنگام دوره ابتدایی، برای نخستین بار در رقابت‌های کشوری فوتبال ایران، شرکت کرده است. عضویت او در تیم‌های ملی زیر ۱۶ سال و جوانان، به پیشرفت بیشتر او در لیگ برتر زنان ایران نیز کمک کرد. پست‌های او در این دوران، دفاع راست و چپ بوده‌اند.
در سال ۱۳۹۶، راستگو با نمایندهٔ فارس در واپسین بازی، چهار بر صفر تیم پارس جم جنوبی بوشهر را شکست داد و به همراه این تیم، مجوز راه‌یابی به لیگ برتر فصل ۱۳۹۷ زنان را به‌دست‌آورد.

## دوران باشگاهی

### پرسپولیس

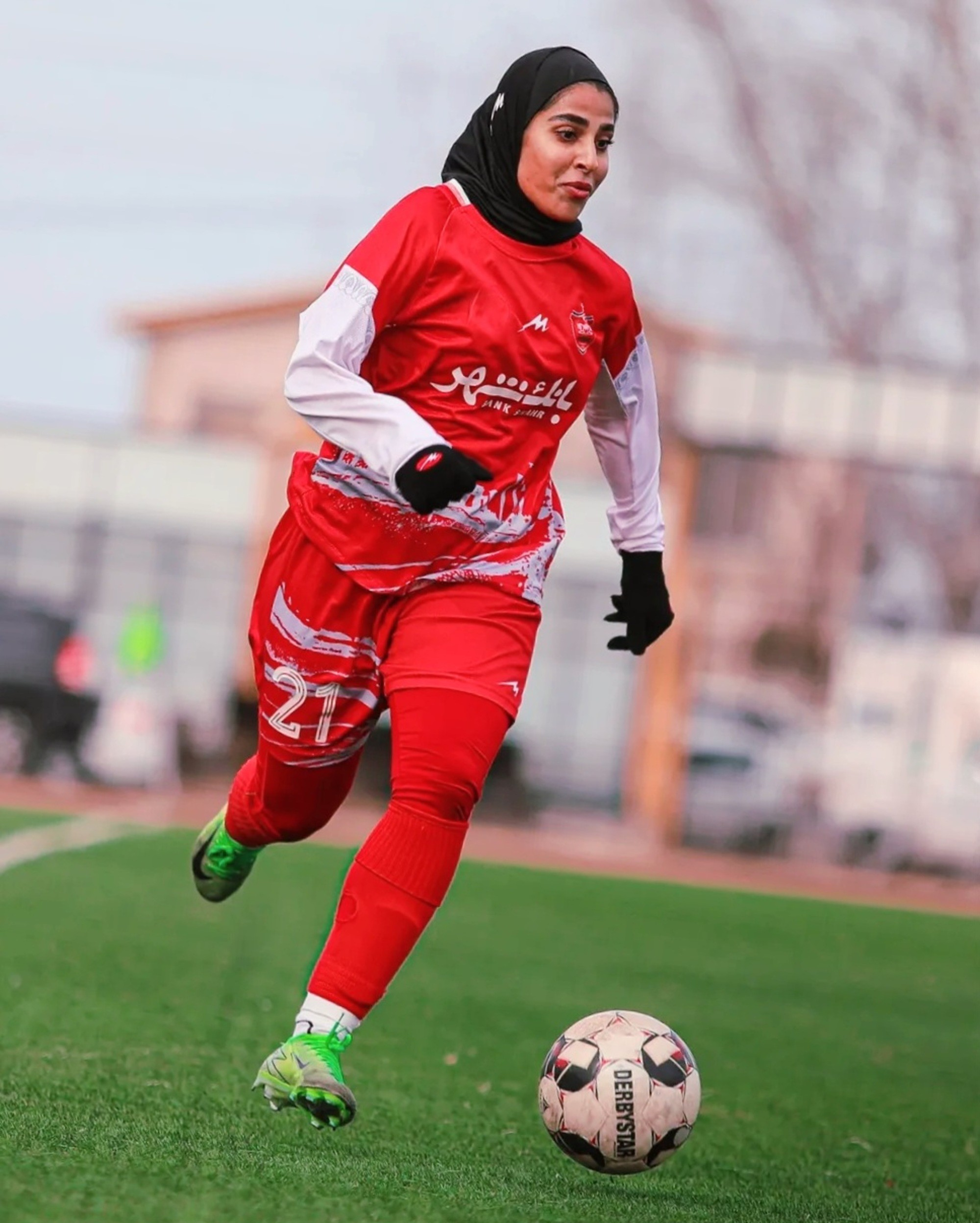
راستگو هنگام بازی برای پرسپولیس در ژانویه ۲۰۲۵

در فصل ۲۵–۲۰۲۴، تیم فوتبال زنان پرسپولیس برای نخستین‌بار پس از انقلاب، راه‌اندازی شد. کمی بعد، راستگو با این تیم قراردادی امضا کرد و به پرسپولیس پیوست. او در دومین بازی رسمی‌اش برای تیم، در برابر کامیاران توانست گل بزند تا از نخستین گل‌زنان زن تاریخ پرسپولیس بشود.
فاطمه راستگو که در فینال لیگ نیز گل‌زنی کرد، در نخستین فصل بازی برای پرسپولیس، ۹ گله شد و برترین گلزن این رقابت‌ها نیز شد. او با گل‌های خود نقشی پایه‌ای و مهم در قهرمان شدن تیم داشت و به عنوان خانم گل رقابت‌ها نیز دست یافت.

## دوران ملی
او با تیم ملی فوتبال نوجوانان ایران، دستاوردهایی داشته است و برای تیم زیر ۲۰ سال ایران و ایران به میدان رفته است.

## افتخارات
- مقام سوم غرب آسیا با تیم ملی ایران
- مقام دوم جام کافا با تیم ملی ایران
- نایب‌قهرمان لیگ برتر زیر ۱۷ سال زنان ایران
- پدیدهٔ لیگ برتر زیر ۱۷ سال زنان ایران[۱۵]
- قهرمانی لیگ دسته یک ایران با پرسپولیس